# Festival di Sanremo 1954

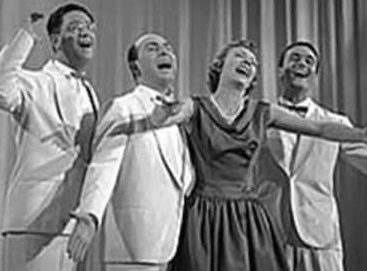
Il Quartetto Cetra al Festival

Il quarto Festival di Sanremo si tenne al Salone delle feste del Casinò di Sanremo dal 28 al 30 gennaio 1954 alle 22 con la conduzione, per la quarta volta consecutiva, di Nunzio Filogamo.
La canzone vincitrice fu Tutte le mamme, cantata da Gino Latilla e Giorgio Consolini, che risultarono così i primi vincitori di sesso maschile della storia della kermesse canora. Da segnalare il debutto al Festival del Quartetto Cetra (fu la loro unica partecipazione alla manifestazione) e di Totò in veste di autore di Con te, nelle versioni di Achille Togliani e di Natalino Otto in coppia con Flo Sandon's. La canzone si piazzò solo al nono posto, facendo riferire alle cronache dell'epoca di una «grande arrabbiatura del grande sconfitto».
La manifestazione fu animata da un misterioso contestatore, il signor Serafino Dabbene, soprannominato "Il Vendicatore di Vercelli", che per protestare contro l'esclusione di Nilla Pizzi minacciò di buttare "gatti affamati in platea, cani sul palcoscenico e conigli sulle poltrone". La minaccia venne messa simbolicamente in pratica due anni dopo quando il signor Dabbene lanciò improvvisamente dei volantini in sala per protesta contro l'esclusione di un suo brano "dedicato ai conigli e ai gatti", prima di essere immediatamente allontanato dalla sala e tratto in arresto.

## Partecipanti
| Interprete        | Ultime partecipazioni al Festival |
| ----------------- | --------------------------------- |
| Achille Togliani  | 1953                              |
| Carla Boni        | 1953                              |
| Duo Fasano        | 1952                              |
| Flo Sandon's      | 1953                              |
| Franco Ricci      | Esordiente                        |
| Gianni Ravera     | Esordiente                        |
| Gino Latilla      | 1953                              |
| Giorgio Consolini | 1953                              |
| Katyna Ranieri    | 1953                              |
| Natalino Otto     | Esordiente                        |
| Quartetto Cetra   | Esordienti                        |
| Vittoria Mongardi | Esordiente                        |

## Classifica, canzoni e cantanti
| Posizione | Interprete                                                     | Canzone                           | Autori                              | Voti ricevuti |
| --------- | -------------------------------------------------------------- | --------------------------------- | ----------------------------------- | ------------- |
| 1º        | Giorgio Consolini - Gino Latilla                               | Tutte le mamme                    | U. Bertini e E. Falcocchio          | 92            |
| 2º        | Katyna Ranieri - Achille Togliani                              | Canzone da due soldi              | Pinchi e C. Donida                  | 88            |
| 3º        | Gino Latilla - Franco Ricci                                    | ...e la barca tornò sola          | M. Ruccione                         | 77            |
| 4º        | Natalino Otto - Vittoria Mongardi                              | Notturno (Per chi non ha nessuno) | F. S. Mangieri                      | 60            |
| 5º        | Flo Sandon's - Carla Boni                                      | Non è mai troppo tardi            | D. Olivieri                         | 55            |
| 6º        | Quartetto Cetra - Vittoria Mongardi e Duo Fasano               | Aveva un bavero                   | M. Panzeri e V. Ripa                | 40            |
| 7º        | Gino Latilla e Duo Fasano - Katyna Ranieri e Giorgio Consolini | Sotto l'ombrello                  | N. Casiroli                         | 25            |
| 8º        | Achille Togliani - Natalino Otto                               | Mogliettina                       | S. Seracini                         | 12            |
| 9º        | Achille Togliani - Flo Sandon's e Natalino Otto                | Con te                            | A. De Curtis                        | 10            |
| 10º       | Achille Togliani - Natalino Otto                               | Donnina sola                      | S. Simoni, A. Valleroni e M. Casini | 9             |
| NF        | Vittoria Mongardi - Flo Sandon's                               | Angeli senza cielo                | Pinchi e E. Valladi                 |               |
| NF        | Carla Boni, Gino Latilla e Duo Fasano - Quartetto Cetra        | Arriva il direttore               | M. Panzeri e G. Fucilli             |               |
| NF        | Carla Boni e Duo Fasano - Giorgio Consolini                    | Berta filava                      | Pinchi, G. Wilhelm e O. Fiammenghi  |               |
| NF        | Gino Latilla e Duo Fasano - Quartetto Cetra                    | Canzoni alla sbarra               | G. D'Anzi                           |               |
| NF        | Carla Boni e Duo Fasano - Quartetto Cetra                      | Cirillino-Ci                      | N. Rastelli e V. Mascheroni         |               |
| NF        | Achille Togliani - Gianni Ravera                               | Gioia di vivere                   | C. A. Bixio                         |               |
| NF        | Duo Fasano e Gino Latilla - Quartetto Cetra                    | Piripicchio e Piripicchia         | A. Sopranzi e T. Fusco              |               |
| NF        | Katyna Ranieri - Vittoria Mongardi                             | Rose (Oggi i tempi son cambiati)  | Biri e G. Viezzoli                  |               |
| NF        | Carla Boni - Quartetto Cetra                                   | Un diario                         | A. Locatelli e F. Bergamini         |               |
| NF        | Gino Latilla - Natalino Otto                                   | Una bambina sei tu                | G. Fabor                            |               |

## Regolamento
Vengono presentate 10 canzoni per sera, per i primi due giorni. Al termine di ogni serata i giurati votano e decidono quali sono le 5 canzoni che hanno accesso alla finale e quali vengono eliminate. Durante la terza sera ha luogo la finale.

I giurati erano 320, diversi per ogni serata e così suddivisi: 80 sorteggiati fra il pubblico presente in sala, 240 fra gli abbonati alla Radio.

Ogni canzone viene proposta nella stessa sera in due interpretazioni diverse con due diversi arrangiamenti.

## Orchestra
Diretta dai maestri Cinico Angelini e Alberto Semprini.

## Organizzazione
- RAI
- Casinò di Sanremo